# مزدک میرعابدینی
مزدک میرعابدینی (زاده ۲۹ فروردین ۱۳۵۵ در تهران) کارگردان، فیلم‌نامه‌نویس و بازیگر اهل ایران است.
وی در ابتدا بیش از دو سال در دانشگاه شهید بهشتی ریاضیات کاربردی خواند، اما پس از انصراف دادن و گذراندن خدمت سربازی، در دانشگاه آزاد اسلامی تهران موسیقی کلاسیک خواند. بعد از آن راهی ایتالیا شد و از آنجا بود که به گونه‌ای جدی به سینما روی آورد. میرعابدینی سال ۱۳۸۰ تحصیل سینما را در کالج سانتامونیکا آمریکا آغاز کرد و توانست حضور در کارگاه آموزشی داستین هافمن را تجربه کند. او در شهر لس‌آنجلس هشت فیلم کوتاه ساخت و در سال ۲۰۰۵ از دانشگاه کالیفرنیا، سانتا باربارا فارغ‌التحصیل شد.

## فیلم‌شناسی

### کارگردان
- رقص پا (۱۳۹۵)
- خواب است پروانه (۱۳۸۹)

### نویسنده
- رقص پا (۱۳۹۵)
- خواب است پروانه (۱۳۸۹)
- آنجا (۱۳۸۷)

### تهیه‌کننده
- آنجا (۱۳۸۷)

### بازیگر
- سووشون (۱۴۰۳)
- ذهن زیبا (۱۴۰۳)
- حرفه‌ای (۱۴۰۰)
- مصادره (۱۳۹۶)
- رقص پا (۱۳۹۵)
- مردی که اسب شد (۱۳۹۳)
- همه چیز برای فروش (۱۳۹۲)
- اکباتان (۱۳۹۰)
- خواب است پروانه (۱۳۸۹)
- بدرود بغداد (۱۳۸۸)
- لطفاً مزاحم نشوید (۱۳۸۸)
- مسافران (۱۳۸۸)
- آنجا (۱۳۸۷)